# Calliostoma sanjaimense
Calliostoma sanjaimense är en snäckart som beskrevs av J. H. McLean 1970. Calliostoma sanjaimense ingår i släktet Calliostoma och familjen Calliostomatidae. Inga underarter finns listade i Catalogue of Life.